# Oss
Oss este o comună și o localitate în provincia Brabantul de Nord, Țările de Jos.

## Localități componente
Oss, Berghem, Haren, Macharen, Megen, Ravenstein